# تپه لاسه گلان
تپه لاسه گلان مربوط به سدهٔ ۶ تا ۸ ه.ق است و در شهرستان بوکان، بخش مرکزی، دهستان ایل تیمور، روستای لاسه گلان واقع شده و این اثر در تاریخ ۷ اسفند ۱۳۸۵ با شمارهٔ ثبت ۱۷۷۳۴ به‌عنوان یکی از آثار ملی ایران به ثبت رسیده است.